# Panorama de Barker
Los panoramas de Barker son unas pinturas circulares de gran tamaño que permiten ver una imagen en 360°. Fueron inventadas en 1787  por Robert Barker (1739 – 1806), un pintor irlandés de retratos poco conocido. Dos años más tarde, exhibe en Londres su primer Panorama de una vista de Edimburgo la cual no tiene éxito. Sin embargo no abandona y en 1794, inaugura una sala en Londres que hasta su cierre, el 12 de diciembre de 1863, funciona con mucho éxito. La palabra «Panorama» procede del griego pan y horama ('visión global'). Se considera al Panorama como el antecedente de los medios de comunicación y de la realidad virtual.
A partir del siglo XIX, el Panorama o formas relacionadas de ilusionismo visual se convierte en una forma de entretenimiento en Europa y en las ciudades americanas. Este tipo de representación es el resultado de un cambio fundamental sobre la forma de percibir el mundo. A partir de ese momento, el espectador, al estar en el centro, puede controlar todo lo que le rodea.
Estas pintura panorámicas se encontraban habitualmente en un edificio circular especial. Para verlas, los espectadores entraban por un túnel para situarse en una zona o plataforma circular. De esa forma estaban rodeados por la pintura e imaginaban que formaban parte del paisaje. El Panorama representaba todo tipo de escenas, y al ser un elemento nuevo distintivo, el público quedaba muy impresionado y tenía la sensación de ver algo real. En esa época se convirtió en la ilusión visual más creíble que se había visto jamás.

## Historia

### Un  comienzo difícil
Se dice que Barker se inspiró caminando por Calton Hill, una colina de Edimburgo en la que se puede apreciar una vista impresionante de 360° de la ciudad. Al observar ese paisaje, encuentra una forma de plasmar lo que ve en una pintura que permite captar una imagen exacta de lo que estaba viendo, sin ningún marco alrededor y así ofrecer una visión panorámica. El 19 de julio de 1787, pinta su primer panorama que llamará la “naturaleza de un vistazo”. Aunque planeaba colocarlo en un edificio circular que permitiese ver la imagen completa (360°), lo estrena en su propio piso donde no consigue una vista entera de la imagen sino que únicamente se ve una visión semicircular que no tiene mucho éxito.

### Un segundo intento
A pesar del fracaso de este primer intento, Barker decide realizar un segundo intento con su hijo Henry Aston Barker. Esta vez deciden plasmar la vista de Londres desde Albion Mills. Cuelgan el panorama en un edificio que, aunque no tenga todas las calidades que se necesitaba, permite hacer descubrir al público esa nueva forma de ver. Consiguen por fin ganar fama gracias a la ilusión óptica que produce los 360° y eso permite a Barker reunir la cantidad de dinero suficiente para construir un edificio específico para los panoramas. Encargan entonces al arquitecto Robert Mitchell la construcción de este edificio que se situará en Leicester Square. Deciden construir dos pisos (27,4 metros de diámetro y 17,3 metros de altura) con una rotonda en cada uno para así presentar dos panoramas al mismo tiempo uno de 10.000 metros cuadrados y el otro de 2.700 metros cuadrados. Las dos plataformas circulares de observación se construyen alrededor de una columna central, de modo que el suelo de la superior limita la visión de la inferior. El tejado era cristalero para poder así observar los panoramas a la luz del día. Para dar un efecto aún más impresionante, Mitchell decide hacer un pasillo oscuro para llegar al panorama completamente iluminado.

### Los años de éxito
A partir de ese momento, su invento tiene un éxito increíble, y la palabra “panorama” está en boca de todos. Cada vez más personas vienen a ver esas pinturas que les permite viajar sin moverse. En 1792, The times habla de la novedosa invención, no por sus dimensiones impresionantes sino por la ilusión que le produce al espectador. El espectador se situaba en el centro de la escena pudiendo así observar todo alrededor suyo, pudiendo ver lo que quiere ver. 
A partir de 1800 al volverse cada vez más famoso, hasta tal punto que la gente se reunía para ver esas pinturas gigantes que representaban escenas de todo tipo; Batallas, naturaleza, ciudades, lugares exóticos… 
El 8  de abril  de 1806 muere Robert Barker y su hijo, Henry Barker decide continuar con el negocio familiar. Sin embargo, poco a poco empieza a aparecer la concurrencia con pintores como Robert Ker Porter, Thomas Girtin o John Bufford que empiezan a realizar panoramas y a exponerlos con éxito. En 1827, aparece un nuevo edificio creado por el pintor Thomas Hornor que aumentará la competencia con Barker. A pesar de esto, este sigue presentando una gran cantidad de panoramas llegando incluso a crear cuatro panoramas por año.

### Un fenómeno internacional
Viendo el éxito que tenían en Inglaterra, otros pintores empiezan a crear sus propios panoramas. El primero en hacer un panorama fuera de Inglaterra fue Pierre Prevost, un pintor francés que acabará convirtiéndose en el pintor de panoramas más famoso de Francia.
Poco a poco han aparecido nuevos panoramas y copias alrededor del mundo. A medida que pasaban los años, han evolucionado hasta la invención de un panorama giratorio por John Banvard. Este invento impresionó aún más a los espectadores ya que podían observar una imagen giratoria que parecía contar una historia. Se trata del antecedente de las imágenes en movimiento. De esta manera, los espectadores podían presenciar una tormenta o una batalla que parecía aún más real que con los panoramas immobiles.
Los panoramas fueron ganando cada vez más importancia e incluso se llegó a instalar un panorama en la exposición universal de Barcelona en 1888 en plaza Cataluña donde representaron la batalla de Waterloo.

### Desaparición progresiva
Poco a poco sin embargo, el éxito se fue disipando y el panorama se convirtió en algo antiguo y poco impresionante. El edificio en Leicester Square cerró en 1863 y esta forma de entretenimiento desapareció completamente con la llegada de las imágenes en movimiento. 
Aunque tuvo un éxito indiscutible, el panorama de Barker también sufrió numerosas críticas. Muchos criticaban que los panoramas podían ser entendidos por cualquiera y no hacía falta ningún estudio anterior. Consideraban que las personas que apreciaban los panoramas tenían gustos vulgares y que estos no eran nada más que una decepción.

## Fuente de inspiración para nuevos inventos
El panorama tuvo tanto éxito que inspiró muchos más inventos posteriores como pueden ser el Diorama, Cosmorama, Noctorama, Giorama, Ciclorama, Betaniorama, Physiorama, Nausorama, Udorama, Paleorama, Pleorama, Kineorama, Georama, Caricaturama y Navalororama.
Además, se considera al panorama como el antecedente del cine ya que era lo más parecido a lo que ahora conocemos como una película de cine. Las imágenes en movimiento aún no habían aparecido y poder ver escenas tan realistas era algo impresionante para los espectadores de la época. Aunque pocos conocen la existencia de los panoramas, el cine se inspira de ellos constantemente con las panorámicas. También se dice que se trata del pionero de los noticiarios de las salas de proyección cinematográficas. Estos existieron en los inicios del cine, cuando en las salas de proyección, antes de empezar la película, proyectaban noticias. Estas noticias se inspiraban de los panoramas, ya que estos, a medida que fueron evolucionando, representaban cada vez más noticias actuales permitiendo así reproducir una batalla tres meses después de esta.